# Ubal a zmiz
Ubal a zmiz je česká kriminální komedie z roku 2021 režiséra a scenáristy Adama Hobzika. Pro Hobzika se jedná o jeho režijní i scenáristický debut.  Film vypráví o třech kamarádech, kteří si přivydělávají pěstováním a prodejem marihuany. Jednoho dne uzavřou výhodný obchod s nebezpečným Bulharem a hned na to zjistí, že jim někdo vykradl celou pěstírnu. Mají tak několik hodin na to, aby zachránili nejen úrodu, ale také své vlastní životy. Jejich příběh se propojí s dvěma bývalými policisty a zpěvákem, kteří se dostanou k tajemnému kufru.
Děj filmu se odehrává na pražském Žižkově a atmosférou připomíná film Guye Ritchieho Sbal prachy a vypadni. V hlavních rolích se objevili Matouš Ruml, Janek Gregor, Duy Anh Tran, Predrag Bjelac, Karel Dobrý, Martin Hofmann, Leoš Noha a Marek Lambora. Film měl premiéru v českých kinech 8. července 2021.

## Obsazení
| Matouš Ruml         | Mireček                  |
| Janek Gregor        | Vilém                    |
| Duy Anh Tran        | Dužan                    |
| Predrag Bjelac      | Bulhar                   |
| Karel Dobrý         | Bulharova pravá ruka     |
| Martin Hofmann      | Ruda, bývalý policista   |
| Leoš Noha           | Václav, bývalý policista |
| Marek Lambora       | zpěvák André             |
| Lucie Benešová      | Mirečkova Máma           |
| Andrea Hoffmannová  | šéfová pizzerie          |
| Robert Jašków       | gauner                   |
| Radim Fiala         | Šéf kriminálky           |
| Ha Thanh Špetlíková | Minh                     |
| Tomáš Matonoha      | šéf Kranken Wagen        |
| Šarlota Frantinová  | kráska                   |
| Ernesto Čekan       | Zlatan                   |
| Jakub Volák         | Pizzař Robin             |
| Jakub Žáček         | manažer Andrého          |

## Recenze
Film u českých filmových kritiků získal průměrná a nadprůměrná hodnocení:
- Martin Mažári, TotalFilm, 8. července 2021, [6]
- Jan Varga, Film Spot, 8. července 2021, [7]
- Mirka Spáčilová, IDNES.cz, 9. července 2021, [8]
- Kristina Roháčková, Český rozhlas, 13. července 2021, [9]